# Chrysobothris carinipennis
Chrysobothris carinipennis es una especie de escarabajo del género Chrysobothris, familia Buprestidae. Fue descrita científicamente por LeConte en 1878.
Se encuentra en Baja California, Arizona y Montana.